# Film1
Film1 je nizozemský placený televizní kanál provozovaný společností Chellomedia, evropskou pobočkou Liberty Global. Film1 zahájil vysílání spolu se svým sesterským kanálem Sport1 1. února 2006, kdy nahradil kanály Canal+. Tato služba nabízí několik filmových kanálů s nizozemskou či mezinárodní produkcí, ze kterých je mnoho vysíláno v premiéře.
Tato služba zahájila vysílání se třemi kanály, časově posunutou verzí prvního kanálu a verzí ve vysokém rozlišení obrazu. 1. října 2008 spustil vysílání i kanál Film1 Action.
Kanály jsou dostupné v digitálních kabelových nabídkách většiny nizozemských operátorů. Satelitní služba CanalDigitaal nenabízí kanál se zpožděnou verzí a kanál v HD.

## Kanály

### Současný stav
25. února 2011 byla celá síť reorganizována:
- Film1 Premiere Hlavní kanál
- Film1 Action Druhý kanál, který se zaměřuje hlavně na thrillerové, akční a hororové filmy.
- Film1 Family Třetí kanál se zaměřuje na rodinné filmy.
- Film1 Drama Časově posunutá verze hlavního kanálu (o jednu hodinu).
- Film1 HD HD verze hlavního kanálu.

### 2006–2011
- Film1.1: Hlavní kanál
- Film1.2: Druhý kanál
- Film1.3: Třetí kanál, který se zaměřuje hlavně na umělecký film.
- Film1 Action: Zaměřuje se na thrillery, akční filmy a horory.
- Film1+1: Časově posunutá verze hlavního kanálu (o jednu hodinu).
- Film1 HD: HD verze kanálu.